# Skałki w Drogini

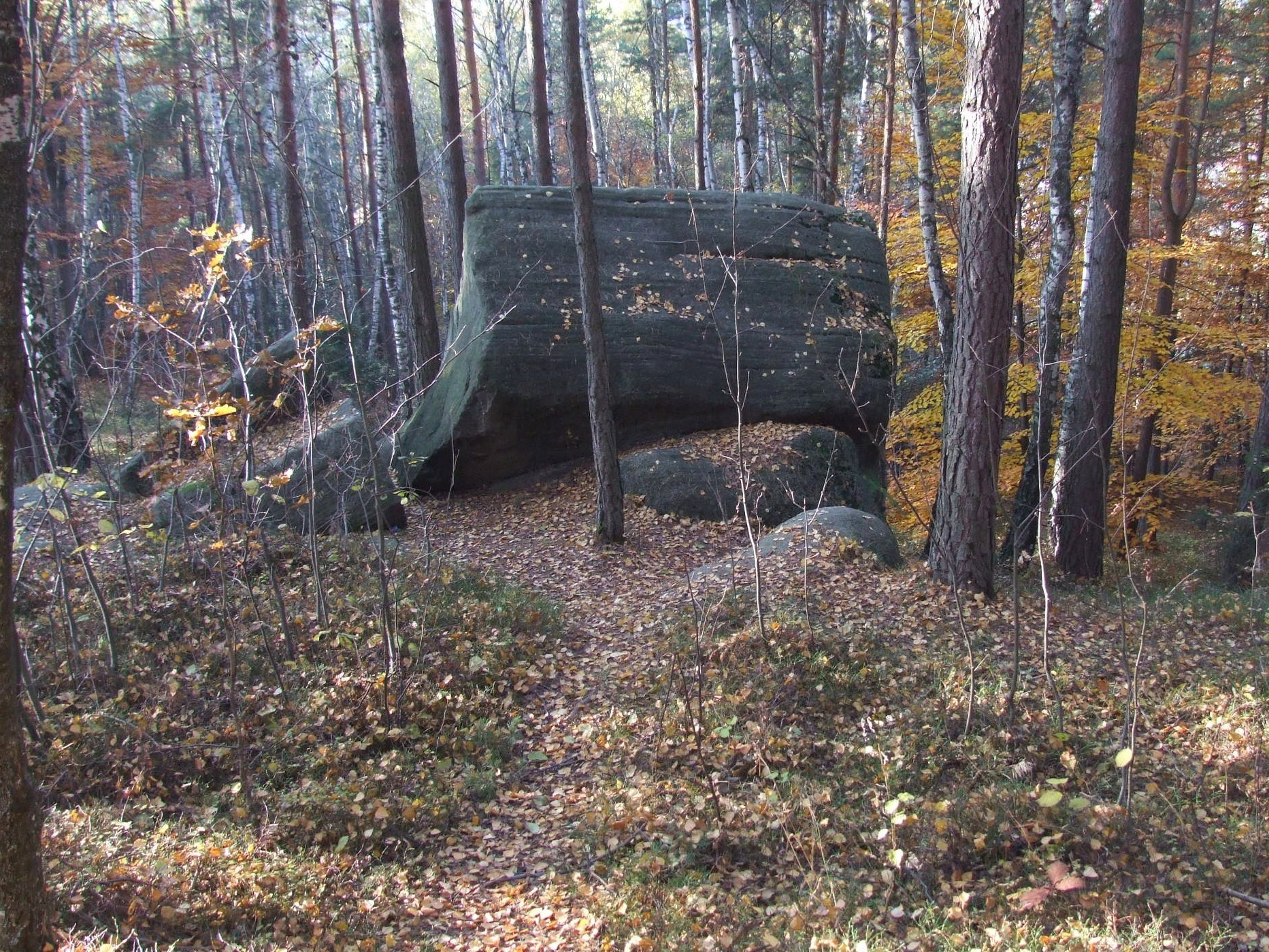
Jedna ze skałek

Skałki w Drogini – grupa kilku piaskowcowych skał w miejscowości Droginia w województwie małopolskim. Znajdują się w lesie na wzgórzu Tuleja (392 m), położonym na granicy miejscowości Droginia i Łęki. Na wzgórzu tym rozrzucone są zabudowania należącego do Drogini przysiółka Tuleja. Wzgórze Tuleja znajduje się na północno-zachodnich obrzeżach Pasma Glichowca na Pogórzu Wiśnickim. Na mapie Compas zaznaczona jest w tym miejscu skała z napisem Diabelski Kamień. Związane jest z nim wiele legend. Jedna z nich mówi, że niósł go diabeł, by go zrzucić na kościół w Drogini. Jednak kamień ten został zniszczony i zużyty jako materiał budowlany. Istniejące skałki piaskowcowe rozrzucone w lesie na wzgórzu Tuleja mają wysokość nieprzekraczającą kilku metrów.
W pobliskiej miejscowości Kornatka jest jeszcze inny, bardziej znany diabelski kamień. Jest to Diabelski Kamień w Kornatce, znajdujący się w pobliżu letniskowych domków na wzgórzu Styrek nad Jeziorem Dobczyckim.